# Heinrich Schenck
Johann Heinrich Rudolph Schenck, född 31 januari 1860 i Siegen, Westfalen, död den 25 juni 1927 i Darmstadt, var en tysk botaniker. 
Schenck började studera naturvetenskap i Bonn (1879–1880), fortsatte studierna i Berlin under August Wilhelm Eichler och Simon Schwendener och blev slutligen filosofie doktor i Bonn under Eduard Strasburger. Schenck företog 1886–1887 tillsammans med Andreas Franz Wilhelm Schimper en botanisk resa till Brasilien, blev professor vid tekniska högskolan i Darmstadt 1896 och utgav förtjänstfulla morfologiska och biologiska arbeten. Av dessa märks Biologie der Wassergewächse (1886), Anatomie der submersen Gewächse (1886) och Beiträge zur Biologie und Anatomie der Lianen 1, 2 (1892, 1893). Av hans övriga skrifter är flera av växtgeografiskt innehåll, såsom Darstellung der Pflanzengeographie der subantarktischen Inseln, insbesondere Kerguelen (1905) och Vegetation der Canarischen Inseln (1907). Tillsammans med George Karsten utgav han det stora växtgeografiska planschverket "Vegetationsbilder" (från 1903).